# USS Chauncey (DD-667)
USS Chauncey (DD-667) là một tàu khu trục lớp Fletcher được Hải quân Hoa Kỳ chế tạo trong Chiến tranh Thế giới thứ hai. Nó là chiếc tàu chiến thứ ba của Hải quân Mỹ được đặt theo tên Thiếu tướng Hải quân Isaac Chauncey (1779–1840), người tham gia các cuộc Quasi, Barbary và 1812. Nó hoạt động cho đến hết Thế Chiến II, ngừng hoạt động một thời gian ngắn, rồi tiếp tục phục vụ trong Chiến tranh Triều Tiên, cho đến khi xuất biên chế năm 1954, và bị bán để tháo dỡ năm 1974. Chauncey được tặng thưởng bảy Ngôi sao Chiến trận do thành tích phục vụ trong Thế Chiến II, và thêm hai Ngôi sao Chiến trận khác khi hoạt động tại Triều Tiên.

## Thiết kế và chế tạo
Chauncey được đặt lườn tại xưởng tàu của hãng Federal Shipbuilding and Dry Dock Company ở Kearny, New Jersey vào ngày 14 tháng 11 năm 1942. Nó được hạ thủy vào ngày 28 tháng 3 năm 1943; được đỡ đầu bởi bà R. K. Anderson; và nhập biên chế vào ngày 31 tháng 5 năm 1943 dưới quyền chỉ huy của Hạm trưởng, Thiếu tá Hải quân M. Van Metre.

## Lịch sử hoạt động

### Thế Chiến II

#### 1943
Chauncey khởi hành từ Norfolk, Virginia vào ngày 28 tháng 8 năm 1943, và đi đến Trân Châu Cảng vào ngày 19 tháng 9, nơi nó được phân công hộ tống các tàu sân bay cho cuộc không kích lên đảo Wake vào các ngày 5 và 6 tháng 10; nó đã cứu vớt hai phi công bị bắn rơi trong chiến dịch này. Sau một lượt nghỉ ngơi ngắn tại Trân Châu Cảng, nó lại lên đường cùng một lực lượng đặc nhiệm tàu sân bay nhanh khác để đi Espiritu Santo, đến nơi vào ngày 6 tháng 11.
Chauncey lên đường ba ngày sau đó để tiến hành không kích xuống Rabaul vào ngày 11 tháng 11, một hoạt động phối hợp cho cuộc đổ bộ lên Bougainville. Sau đợt không kích đầu tiên thành công từ các tàu sân bay, máy bay đối phương đã phản công quyết liệt, và những khẩu phòng không của chiếc tàu khu trục đã phải hoạt động tích cực trong gần một giờ, bắn rơi nhiều máy bay tấn công. Nó tiếp tục hộ tống cho các tàu sân bay khi đơn vị đi lên phía Bắc, bắt đầu các đợt không kích chuẩn bị xuống Tarawa từ ngày 18 đến ngày 20 tháng 11; và sau khi cuộc đổ bộ diễn ra vào ngày 20 tháng 11, các tàu sân bay tiến hành những phi vụ tuần tra, săn tìm tàu ngầm và hỗ trợ gần mặt đất, cho đến khi đảo san hô được bình định. Chiếc tàu khu trục lại trợ giúp đánh trả các cuộc không kích của đối phương trong chiến dịch này.
Khi chiến dịch đổ bộ lên quần đảo Marshall được vạch kế hoạch cho tháng tiếp theo, lực lượng của Chaunceyđược giao nhiệm vụ không kích lên Kwajalein, trung tâm không lực chính của lực lượng Nhật Bản tại quần đảo này, cũng là nơi tập trung nhiều tàu bè đối phương trong cảng. Các phi vụ không kích được tung ra nhắm xuống Kwajalein và Wotje vào ngày 4 tháng 12, và Nhật Bản phản công vào lúc chiều tối; chiếc tàu khu trục tham gia hỏa lực phòng không bắn rơi nhiều máy bay đối phương, kéo dài cho đến nữa đêm. Lực lượng đặc nhiệm quay trở về Trân Châu Cảng để tiếp liệu và sửa chữa, rồi lại lên đường hướng sang Funafuti, nơi chiếc tàu khu trục gặp gỡ một tàu tiếp liệu thủy phi cơ cùng một tàu khu trục khác để hộ tống chúng đi Tarawa. Sau khi tuần tra tại chỗ, nó quay trở lại Funafuti để chuẩn bị cho hoạt động tiếp theo tại Majuro.

#### 1944
Chauncey lên đường vào ngày 22 tháng 1 năm 1944, bảo vệ cho các tàu sân bay hộ tống về phía Bắc Majuro, và bắt đầu tấn công vào ngày 30 tháng 1. Chiếc tàu khu trục và hộ tống và tuần tra tại khu vực Majuro và Kwajalein vào lúc diễn ra cuộc chiến nhằm kiểm soát các đảo san hô cho đến giữa tháng 3, khi nó quay trở lại Nam Thái Bình Dương. Nó tuần tra tại đảo Emirau vừa chiếm được vào đầu tháng 4, rồi lại tháp tùng các tàu sân bay hộ tống đi đến địa điểm để hỗ trợ cho cuộc đổ bộ lên Aitape vào ngày 22 tháng 4, bảo vệ cho các phi vụ hỗ trợ mặt đất, rồi đi lên phía Bắc để được tiếp liệu tại đảo Manus vào ngày 28 tháng 4. Nó quay trở lại để bảo vệ cho các đợt không kích xuống New Guinea cho đến ngày 12 tháng 5.
Giờ đây Chauncey được phân công bảo vệ cho các tàu sân bay hộ tống được tập trung và tổng dượt cho Chiến dịch quần đảo Mariana, và đã đi đến Kwajalein vào ngày 8 tháng 6 cho những chuẩn bị sau cùng. Nó lên đường hai ngày sau đó hộ tống các tàu sân bay để hỗ trợ cho cuộc đổ bộ lên Saipan, nơi việc bắn phá chuẩn bị diễn ra vào các ngày 13 và 14 tháng 6, và đổ bộ vào ngày 15 tháng 6. Sang ngày hôm sau, chiếc tàu khu trục gia nhập đội hoạt động ngoài khơi Guam để bắn phá và ném bom, nơi các khẩu pháo của nó giúp đẩy lui các đợt không kích của đối phương trong các ngày 16 và 17 tháng 6. Quay trở lại Saipan, nó hộ tống các tàu sân bay cho đến ngày 25 tháng 6, khi nó lên đường hộ tống các tàu vận tải đi Eniwetok. Nó quay trở lại hoạt động cùng các tàu sân bay ngoài khơi Saipan và Guam từ đầu tháng 7, và vào ngày 9 tháng 7 bắt đầu tham gia bắn phá liên tục xuống Guam trước cuộc đổ bộ tại đây vào ngày 21 tháng 7.
Chauncey tiếp tục hộ tống các tàu sân bay hoạt động hỗ trợ tại Guam trong suốt tháng 7, ngoại trừ một chuyến đi hộ tống vận tải đến Eniwetok cùng các tàu vận tải rỗng, và đến ngày 10 tháng 8 đã rời Guam đi Eniwetok, rồi được sửa chữa tại Trân Châu Cảng. Nó quay trở lại Manus để chuẩn bị cho chiến dịch tiếp theo nhằm tái chiếm Philippines, khởi hành đi Leyte vào ngày 14 tháng 10 để hộ tống cho các tàu vận tải thuộc Lực lượng Tấn công phía Nam. Chiếc tàu khu trục đã tiếp cận bãi biển để bảo vệ cho cuộc đổ bộ vào ngày 20 tháng 10, và tuần tra trong đêm đó bảo vệ các tàu vận tải vốn vẫn đang tiến hành chất dỡ. Vào ngày 22 tháng 10, hai ngày trước khi diễn ra Trận chiến vịnh Leyte mang tính quyết định, nó được cho tách ra để hộ tống các tàu vận tải rỗng quay trở về Manus. Nó tiếp tục thực hiện hai chuyến đi hộ tống vận tải đến Leyte và Palau trong tháng 11.

#### 1945
Sau khi được đại tu và huấn luyện tại vùng bờ Tây cho đến cuối tháng 2 năm 1945, Chauncey đi đến Trân Châu Cảng, gia nhập cùng một tàu sân bay để hộ tống đến Ulithi, nơi nó được phân về Lực lượng Đặc nhiệm 58 nhằm chuẩn bị cho cuộc đổ bộ lên Okinawa. Lực lượng khởi hành vào ngày 14 tháng 3 để không kích các sân bay trên đảo Kyūshū cùng tàu bè đối phương trong biển nội địa Nhật Bản, cũng như xuống Kure và Kobe. Chiếc tàu khu trục đã hoạt động hộ tống bảo vệ, khi đối phương phản công quyết liệt vào ngày 19 tháng 3, gây hư hại nặng cho tàu sân bay Franklin (CV-13), nhưng vẫn tiếp tục nổi được. Chauncey đã tiếp cận chiếc tàu sân bay để trợ giúp bảo vệ, và hộ tống trong khi nó được kéo rút lui về khu vực an toàn. Các cuộc không kích phản công của Nhật Bản bị đánh trả hiệu quả vào các ngày 20 và 21 tháng 2, khi nó cùng các tàu khu trục khác bắn rơi nhiều máy bay tấn công.
Lực lượng đặc nhiệm của Chauncey đã tung ra các cuộc không kích chuẩn bị xuống Okinawa và các đảo lân cận, và sau khi cuộc đổ bộ diễn ra vào ngày 1 tháng 4, lại tiếp tục hỗ trợ lực lượng trên bộ và bảo vệ các tàu vận tải. chiếc tàu khu trục tiếp nối vai trò hộ tống, và từ ngày 6 tháng 4, khi những đợt tấn công tự sát Kamikaze tiến hành với quy mô lớn nhắm vào tàu bè Hoa Kỳ ngoài khơi Okinawa, nó thường xuyên phải đánh trả những kẻ tấn công cảm tử. Nó cũng phục vụ trong vai trò bắn phá bờ biển và cột mốc radar canh phòng cho đến ngày 29 tháng 5, khi nó lên đường đi vịnh San Pedro, Philippines để sửa chữa và tiếp liệu. Nó lại gia nhập Lực lượng Đặc nhiệm 38 cho những đợt không kích sau cùng xuống chính quốc Nhật Bản.
Sau khi Nhật Bản đầu hàng kết thúc cuộc xung đột, Chauncey tiếp tục ở lại Viễn Đông để làm nhiệm vụ chiếm đóng cho đến ngày 11 tháng 11, khi nó rời Thanh Đảo, Trung Quốc để quay trở về vùng bờ Tây. Con tàu được cho xuất biên chế và đưa về lực lượng dự bị tại San Diego vào ngày 19 tháng 12 năm 1945.

### Chiến tranh Triều Tiên

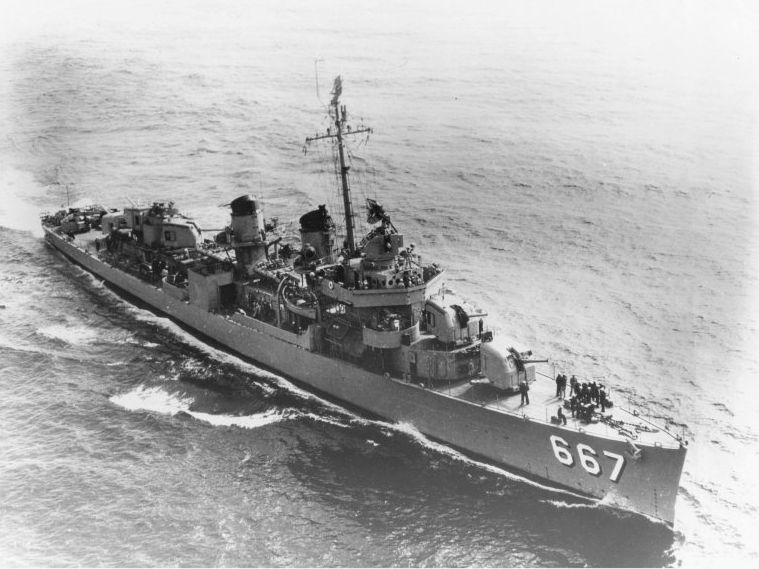
Chauncey vào những năm 1950.

Sau khi Chiến tranh Triều Tiên nổ ra do việc quân đội Bắc Triều Tiên tấn công Nam Triều Tiên, Hải quân Hoa Kỳ đứng trước nhu cầu phải tăng thêm số lượng tàu chiến hoạt động trong các hạm đội. Vì vậy Chauncey được cho nhập biên chế trở lại vào ngày 18 tháng 7 năm 1950, và đến ngày 1 tháng 11 đã lên đường đi sang vùng bờ Đông để gia nhập Hạm đội Đại Tây Dương. Nó hoạt động từ cảng nhà mới Norfolk, Virginia dọc theo bờ biển Đại Tây Dương và vùng biển Caribe cho đến ngày 10 tháng 1 năm 1953, khi nó lên đường quay trở lại vùng bờ Tây cho chặng đầu tiên của một chuyến đi vòng quanh thế giới. Đi đến Sasebo, Nhật Bản vào ngày 11 tháng 2, nó hộ tống các tàu sân bay thuộc Lực lượng Đặc nhiệm 77 ngoài khơi Triều Tiên trong những tháng cuối cùng trước khi đạt được thỏa thuận ngừng bắn, và đến tháng 6 đã lên đường quay trở về nhà, đi ngang qua Hong Kong, Singapore, Colombo, Aden, Athens, Naples, Cannes và Gibraltar trước khi về đến Norfolk vào ngày 6 tháng 8.
Chauncey tiếp nối các hoạt động thường lệ dọc theo bờ Đông và vùng biển Caribe cho đến ngày 14 tháng 5 năm 1954, khi nó lại được cho xuất biên chế và đưa về lực lượng dự bị. Tên nó được cho rút khỏi danh sách Đăng bạ Hải quân vào ngày 1 tháng 10 năm 1972, và con tàu bị bán để tháo dỡ vào ngày 2 tháng 1 năm 1974.

## Phần thưởng
Chauncey được tặng thưởng bảy Ngôi sao Chiến trận do thành tích phục vụ trong Thế Chiến II, và thêm hai Ngôi sao Chiến trận khác khi hoạt động trong Chiến tranh Triều Tiên.